# Palais présidentiel de Damas
Le palais présidentiel de Damas, également appelé « Palais du peuple » (arabe : قصر الشعب), est la résidence officielle du président de la République arabe syrienne. Il est situé à l'ouest de la ville, dans le quartier de Mazzeh ; construit sur une colline du mont Mazzeh, surplombant la ville.

## Histoire
Le président Hafez el-Assad commande les plans du palais en 1979. La construction du bâtiment dure de 1985 à 1990 et coûte 1 milliard de dollars.
Même si le design du palais est attribué à l'architecte japonais Kenzō Tange, celui-ci se retira du projet avant la construction.
Il est fréquemment utilisé pour accueillir des hôtes étrangers. Le 27 octobre 1994, le président américain Bill Clinton y rencontre Hafez el-Assad pour négocier un plan de paix entre la Syrie et Israël. Son fils et successeur Bachar el-Assad ainsi que sa famille vivent dans la résidence mais se rendent également parfois au palais de Tichrine (en), l'ancienne demeure présidentielle.
Le 8 décembre 2024, après la prise de Damas et le renversement de Bachar el-Assad, des insurgés investissent le palais, qui est livré au pillage,. Quelques jours plus tard, le palais retrouve sa fonction initiale. Ahmed al-Charaa y reçoit diverses personnalités politiques, telles que les ministres des Affaires étrangères turc et jordanien, ainsi que des responsables religieux, notamment des représentants druzes.

Ahmed al-Charaa et son épouse Latifa al-Droubi, dans le salon de réception du palais présidentiel de Damas.

Devenu résidence officielle du nouveau président de la République arabe syrienne, Ahmed al-Charaa, ce dernier y organise une grande cérémonie le 4 juillet pour présenter la nouvelle identité visuelle de la Syrie, se présentant comme le début d'une nouvelle ère pour le pays .

## Description
Le bâtiment principal couvre 31 500 m² (510 000 m² au total). La totalité du plateau du mont Mezzeh appartient au palais, qui est doté d'un système de sécurité (hauts murs et miradors). En face du bâtiment se trouve une fontaine.
Les portes d'entrée en laiton ont été créées par le ferronnier judéo-syrien Maurice Nseir. Le palais comprend un hôpital privé présidentiel et le siège de la Garde républicaine.

## Sources
- (en) Cet article est partiellement ou en totalité issu de l’article de Wikipédia en anglais intitulé « Presidential Palace, Damascus » (voir la liste des auteurs).